# Mactra glabrata
Mactra glabrata ist eine Muschelart aus der Familie der Trogmuscheln (Mactridae). Sie ist in flachen Gewässern des östlichen Atlantik vom Süden der Iberischen Halbinsel bis nach Südafrika sowie einigen Inselgruppen in diesem Teil des Atlantiks beheimatet.

## Merkmale
Das gleichklappige Gehäuse wird zwischen 3 und 5,5 cm lang. Es ist stark gebläht und im Umriss annähernd dreieckig bis eiförmig. Nordsieck gibt ein Verhältnis von Länge zu Höhe zu Dicke von 50/36/19 (mm) an. Der Wirbel ist stark aufgebläht und groß. und sitzt etwa in der Mittellinie des Gehäuses. Der hintere Dorsalrand ist gerade und fällt steil ab. Das Hinterende ist gewinkelt. Der vordere Dorsalrand ist sehr leicht konvex gewölbt, fällt etwas flacher ab, und das Vorderende ist gerundet. Der Ventralrand ist weit ausgewölbt. Das Gehäuse klafft hinten nur wenig. Das Schloss der linken Klappe besteht aus drei Haupt- oder Kardinalzähnen sowie einem vorderen und hinteren Seitenzahn. Die zwei vorderen Hauptzähne bilden eine lambda-förmige Struktur. Der dritte Kardinalzahn ist klein. Die rechte Klappe weist zwei Hauptzähne die im Winkel zueinander angeordnet sind, der vordere steht fast parallel zum Dorsalrand. und je zwei vordere und hintere Seitenzähne.
Das Ligament ist zweigeteilt. Das äußere dunkelbraune Ligament sitzt als dünnes, eingesenktes Band hinter den Wirbeln, das innere Ligament auf einem löffelförmigen Fortsatz der Schale („Chondrophor“) unter dem Wirbel. Ein kleines, dünnes cremefarbenes, kalkiges Septum teilt inneres und äußeres Ligament. Die Lunula ist herzförmig und etwas eingetieft. Die Area ist flach. Die Mantellinie ist mäßig tief eingebuchtet.
Die Ornamentierung besteht aus feinen randparallelen Anwachsstreifen, die zum Wirbel noch feiner werden; das Gehäuse ist im Wirbelbereich fast glatt. Die Oberfläche glänzt durch die diese sehr feine Ornamentierung. Die Schale ist außen blassbraun mit helleren Zonen und einigen dunklen Strahlen, die in der hinteren Gehäusehälfte vom Wirbel zum Gehäuserand ziehen. Die Innenseite ist weißlich mit violetter Tönung. Das Periostracum ist ein dünner, gelblicher Überzug.
Die Siphonen ist vereinigt und von einer Gewebeschicht umwachsen.

## Ähnliche Art
Das Gehäuse von Mactra glabrata ist im Vergleich zum Strahlenkörbchen (Mactra corallina) etwa länger (im Verhältnis zur Höhe) und auch stärker gebläht (dicker). Auf der Dorsalseite finden sich konzentrische Riefen, oft auch auf dem Vorderende, Farbe ähnlich M. corallina.

## Geographische Verbreitung und Lebensraum
Das Verbreitungsgebiet der Art erstreckt sich von Marokko entlang der westafrikanischen Küste bis Angola und Südafrika. Sie kommt auch in den Gewässern um die Kanarischen und Kapverdischen Inseln vor.
Sie lebt auf sandigen Böden in Wassertiefen von 15 bis 35 Meter.

## Taxonomie
Die Art wurde von Carl von Linné 1767 erstmals beschrieben. Sie ist heute allgemein als gültige Art anerkannt.